# Portes-lès-Valence
Portes-lès-Valence ist eine französische Gemeinde mit 10.369 Einwohnern (Stand: 1. Januar 2022) im Département Drôme in der Region Auvergne-Rhône-Alpes; sie gehört zum Arrondissement Valence und zum Kanton Valence-3. Die Einwohner heißen Portois(es).

## Geographie
Portes-lès-Valence liegt am Ostufer der Rhône und wird umgeben von den Nachbargemeinden Valence im Norden, Montlégér im Nordosten, Beauvallon im Osten, Étoile-sur-Rhône im Süden sowie Soyons im Westen.
Durch die Gemeinde führen die Autoroute A7 von Lyon nach Marseille und die Route nationale 7.

## Geschichte
Bis 1908 hießen der Ort und die Gemeinde Fiancey.

### Bevölkerungsentwicklung
| Jahr                       | 1962 | 1968 | 1975 | 1982 | 1990 | 1999 | 2006 | 2017   |
| Einwohner                  | 4580 | 6123 | 6834 | 7337 | 7818 | 8090 | 9172 | 10.610 |
| Quellen: Cassini und INSEE |      |      |      |      |      |      |      |        |

## Sehenswürdigkeiten
- Kirche Sainte-Philomène
- Protestantische Kirche
- Train Théâtre, Veranstaltungszentrum

## Gemeindepartnerschaft
Mit der italienischen Gemeinde Baronissi in der Provinz Salerno (Kampanien) besteht seit 2006 eine Partnerschaft.

## Trivia
Mumia Abu-Jamal ist seit 2008 Ehrenbürger der Gemeinde.